# Ante Gardilčić
Ante Gardilčić (Nerežišća, 24. rujna 1902. – Zagreb, 20.  rujna 1965.), hrvatski liječnik oftalmolog, pionir kemoterapije
Za stare Jugoslavije i u vrijeme NDH radio je u Zagrebu na Klinici za očne bolesti. Bio je izvanredni profesor na zagrebačkom Medicinskom fakultetu. 1950-ih osnovao i vodio odjel za očne bolesti u zadarskoj bolnici. Član Jugoslavenskog oto-neuro-oftalmološkog društva, čiji su članovi bili uglavnom iz Zagreba (Albert Botteri, Andrija Španić, Andrija Car, Josip Štajduhar, Dragutin Certin, Kurt Hühn, Mladen Sebastian, Ivan Maixner, Vilko Panac, Jelica Toth, Jelka Spevec-Gutschy, Mira Mašek-Breitenfeld, Jeremija Petrović, Marko Bauer, Vladimir Čavka, Vinko Suglian, S. Skopčinski, Ante Gardilčić, Petar Sokolić, Zvonimir Pavišić i drugi).
Bavio se trahomom. 
Gardilčićeva zasluga za medicinu je liječenje trahoma i još nekih bolesti oka kloriranimsulfonamidskim spojevima što ga svrstava u pionire kemoterapije. Druga velika inovacija u oftalmologiji je biosutura tetivnim nitima iz repa bijeloga štakora.

## Izabrani radovi
- Über Versuche mit einer neuartigen Trachombehandlung und deren Ergebnisse, Albrecht von Graefes Archiv für Ophthalmologie, May 1936, Volume 135, Issue 3, str. 293-331
- K pitanju korekcije astigmatizma subjektivnim putem (Nova astigmatska tabela), Rad Hrvatske akademije znanosti i umjetnosti. Razreda matematičko-prirodoslovnoga, 1945.
- Über eine neuartige Operation der Iridodialyse mittels Iris-Naht, 1948.[5]
- Ein Vorschlag einer Ptosisoperation durch Levatorfaltung, 1948.[6]
- Učinak ukrštane superpozicije cilindra protivnog predznaka na sferocilindričku kombinaciju kod korekcije miešanog astigmatizma po metodi zamagljivanja, Rad Hrvatske akademije znanosti i umjetnosti. Razreda matematičko-prirodoslovnoga, 1945.